# Forces de Defensa del Poble
Les Forces de Defensa del Poble (kurd: Hezen Parastina Gel) és un grup armat kurd, branca militar del Partit dels Treballadors del Kurdistan des del 2002, sota els diversos noms que ha portat aquest partit. Va substituir a les Forces de Defensa del Poble (Halk Savunma Gucleri) que, tanmateix, eren hereves de l'Exèrcit Popular d'Alliberament del Kurdistan (Artêsa Rizgariya Gêle Kurdistan). La seva tàctica va canviar i es va concentrar en petites accions a la frontera. S'ha enfrontat algunes vegades a l'exèrcit turc dins el Kurdistan iraquià.
En el moment de la seva fundació va mantenir l'alto el foc de les Forces de Defensa del Poble decretat el 1999. Tanmateix el juny de 2004 el va trencar argumentant la manca de voluntat de l'Estat turc per a negociar. Malgrat un breu alto el foc l'agost de 2005 es va enfrontar a les forces de seguretat turques fins a l'octubre de 2006 quan va decretar un nou alto el foc. Aquestes van reprendre cap a la fi de l'any 2007.
Entre gener de 2009 i maig de 2010 va decretar un altre alto el foc. Entre agost de 2010 i febrer de 2011 va realitzar un nou intent negociador sense aconseguir cap dels seus objectius polítics. Seguint el consell d'Abdullah Öcalan, el 21 de març de 2013 va anunciar un altre alto el foc, però el setembre del mateix any, tot i mantenir la treva, va suspendre el replegament. El 2014, l'HPG va participar en la lluita directa contra Estat Islàmic a les muntanyes del Sinjar.
Té les seves bases principals a les muntanyes de Qandil, al Kurdistan Meridional. Pel que es pot jutjar a partir de les publicacions, una de les faccions bàsiques de l'HPG s'anomena «Forces Karela» o «Forces Al-Karila» (àrab: قوات الكاريلا, Quwwāt al-Kārīlā) que significa ‘Forces de la Guerrilla’ i aquest nom s'esmenta principalment en textos àrabs sobre accions de l'HPG. En els textos àrabs, i més tard entre els seus membres i partidaris, «Karila» o «Gerîla» s'ha convertit en un nom alternatiu per al grup armat en general.